# FCA Calvi
Câu lạc bộ bóng đá Aregno Calvi là một câu lạc bộ bóng đá Pháp. Họ có trụ sở tại thị trấn Calvi, Haute-Corse và sân vận động của họ là Stade Faustin Bartoli. Kể từ mùa giải 2012-13, họ chơi ở Championnat de France amateur Group A.

## Đội hình hiện tại
- Thủ môn
  - Jacques André Luciani 09/06/1989 FRA Bastia (20)
  - Florent Menozzi 17/07/1979 FRA Bastia (20)
- Hậu vệ
  - Jean Dominique Ciavaldini 27/02/1980 FRA Bastia (20)
  - Yoann Daniel Cirne Lemos 26/02/1988 FRA Marseille (13)
  - Yves Gentili 30/05/1989 FRA Ajaccio (20)
  - Nicolas Martinetti 01/01/1989 FRA Ajaccio (20)
  - Dominique Menozzi 04/08/1974 FRA Marseille (13)
  - Grégory Richier 06/03/1985 FRA Nice (06)
- Tiền vệ
  - Jérôme Bérardi 29/01/1979 FRA Marseille 4e (13)
  - Vincent Giannone 07/01/1989 FRA Bastia (20)
  - Nicolas Gomes 01/12/1986 FRA Bastia (20)
  - Olivier Oggiano 19/11/1992 FRA Porto Vecchio
  - Jean Marc Sauli 27/05/1978 FRA Bastia (20)
  - Thierry Ventura 23/01/1990 FRA Bastia (20)
- Tiền đạo
  - Dimitri Lesueur 25/01/1987 FRA FC Istres
  - Franck Muller 02/08/1982 FRA Lyon 4e (69)
  - Jonathan Portillo 18/02/1989 FRA Lormont (33)
  - Rosthan Rafai 03/04/1986 FRA Nice (06)
  - Sylvain Reynouard 28/02/1985 FRA Aubenas (07)
  - Thierry Ricco 30/09/1974 FRA Bastia (20)
  - Malik Tchokounte 11/09/1988 FRA Nice (06)
- Entraîneur ': Didier Santini

## Cầu thủ đáng chú ý
- Walter Bakouma
- Nicolas Martinetti
- François Orsini
- Simon Perrin

## liên kết ngoài
- Trang web chính thức của FCA Calvi (tiếng Pháp)